# جائزة ألمانيا الكبرى للدراجات النارية 1994
جائزة ألمانيا الكبرى للدراجات النارية 1994 هو سباق دراجات نارية أقيم بتاريخ 12 يونيو 1994م في حلبة نوربورغرينغ. كان الجولة السادسة من أصل 14 في سباق الجائزة الكبرى للدراجات النارية موسم 1994. فاز ميك دوهان بفئة الموتو جي بي بينما جاء كيفن شوانتز في المركز الثاني وحصل على المركز الثالث ألبرتو بويغ.

## وصلات خارجية
- الموقع الرسمي